# Fernanda Lima
Fernanda Cama Pereira Lima (Porto Alegre, 25 giugno 1977) è una modella, attrice e conduttrice televisiva brasiliana.

## Biografia
Impegnata soprattutto nelle telenovele, ha al suo attivo anche cinque film sul grande schermo. In Italia è diventata famosa durante i sorteggi per i mondiali di Brasile 2014, di cui è stata madrina. 

## Vita privata
È sposata col collega Rodrigo Hilbert.

## Filmografia
- Interligado (2000) (RedeTV!)
- Desejos de Mulher (2002) - telenovela
- Mochilão MTV e Verão MTV (2003) (MTV)
- Fratelli per la pelle (Stuck on You) (2003)
- Cinegibi, O Filme (2004)
- A Dona da História (2004)
- Didi Quer Ser Criança (2004)
- Vídeo Game (2005-2008)
- Bang Bang (2005-2006) - telenovela
- Pé na Jaca (2006-2007)
- Fantástico (2007) - televisione
- Por Toda Minha Vida (2007)
- Flordelis – Basta uma Palavra para Mudar (2009)
- Amor & Sexo (2010-presente)